# Aleksandr Skrebitskij
Aleksandr Iljitj Skrebitskij (ryska: Александр Ильич Скребицкий), född 14 maj (gamla stilen: 2 maj) 1827, död i september 1915, var en rysk läkare och sociolog.
Skrebitskij avlade juridisk examen 1849 och blev medicine doktor vid Dorpats universitet 1859. Han fick i uppdrag att samla material till August Franz von Haxthausens arbete "Die ländliche Verfassung Russlands", och resultatet av hans forskning blev det monumentala verket Krestianskoje djelo v tsarstvovanie imperatora Aleksandra II (Bondefrågan under Alexander II:s regering; fyra delar, tryckt i Bonn 1862–68). Den fick införas i Ryssland först 1870 och prisbelöntes året därpå av ryska vetenskapsakademien. Särskilt som oftalmolog intog han en framstående plats i den ryska läkekonstens historia.